# Florida State Road 9
Die Florida State Road 9 (kurz FL 9) ist eine in Nord-Süd-Richtung verlaufende State Route im US-Bundesstaat Florida.

## Verlauf
Die State Road beginnt am U.S. Highway 1 im Zentrum von Miami. Sie verläuft zunächst in nördlicher Richtung als NW 27th Avenue und trifft in der NW 22nd Street auf die State Road 972, in der NW 8th Street auf den U.S. Highway 41 sowie in der W Flagler Street auf die State Road 968. Am Dolphin Expressway kreuzt die Straße die als mautpflichtiger Freeway ausgebaute State Road 836. Nach der Kreuzung mit dem U.S. Highway 27 trifft sie mit der State Road 112 auf eine weitere mautpflichtige Straße. Ab der Abzweigung der State Road 817 in Opa-locka verläuft die Straße in nordwestlicher Richtung und endet nach 22 Kilometern nahe Golden Glades an der Golden Glades Interchange, einem Kreuz zwischen der Interstate 95, dem U.S. Highway 441 und dem Florida’s Turnpike.